# Ozola pannosa
Ozola pannosa là một loài bướm đêm trong họ Geometridae.